# Eleccions presidencials egípcies de 2018
Les eleccions presidencials egípcies se celebraran entre els dies 26 i 28 de març de 2018. El president actual, Abdelfattah al-Sisi, concorrirà per un segon i últim mandat. El desempat, si fos necessari, tindria lloc del 19 d'abril al 21 a l'estranger i del 24 d'abril al 26 a Egipte.
El Moviment Civil Democràtic d'Egipte va anunciar el 30 de gener de 2018 que boicotejaria les eleccions.

## Llei electoral
El president d'Egipte és elegit utilitzant el sistema de dues voltes. La constitució d'Egipte requereix que els processos electorals no comencin abans de 120 dies a partir de la data de finalització del mandat presidencial vigent, que finalitza el 7 de juny de 2018, i els resultats no seran anunciats més tard de 30 dies abans de la data del final de l'actual període presidencial.

## Candidats

### Abdelfatah Al-Sisi
El president actual d'Egipte. En l'anunci de la seva candidatura, va declarar: "Hi ha persones que sé que són corruptes, no els permeté apropar-se a aquesta cadira". El president Sisi va rebre el recolzament de 464 diputats del Parlament egipci, aproximadament dues terceres parts dels membres.

### Moussa Mostafa Moussa
President del partit Ghad, és un polític afí a Sisi que va participar activament en la recollida de signatures perquè Sisi pogués concorre per segona vegada a les eleccions, i va obtenir l'aprovació de 26 diputats, així com 47.000 signatures que van ser presentades 15 minuts abans del termini legal. En una entrevista amb Egypt Today, Mussa va afirmar que no és un candidat "fals" i que "té una visió que el permet formar part del sistema".

### Candidats rebutjats
- Ahmed Shafik, ex primer ministre egipci i líder del Moviment Patriòtic egipci i candidat presidencial el 2012.[11]
- Anwar Essmat Sadat, president del Partit Reforma i Desenvolupament Misruna, president del Parlament d'Egipte i del Comitè pels Drets Humans d'Egipte.[12]
- Khaled Ali, activista pels drets humans, advocat i fundador del Centre Econòmic i dels Drets Socials d'Egipte (ECESR).
- Sami Hafez Anan, membre de l'exèrcit.
- Mortada Mansour, president del Zamalek SC i advocat.
- El-Sayyid el-Badawi, president del Partit Wafd.[13][14]

## Boicot
El Moviment Civil Demòcrata va anunciar el 30 de gener de 2018 que boicotejaria la votació.

## Resultats
| Candidat                                        | Partit           | Vots       | %     |
| ----------------------------------------------- | ---------------- | ---------- | ----- |
| Abdel Fattah el-Sisi                            | Independent      | 21.835.387 | 97,08 |
| Moussa Mostafa Moussa                           | Partit El-Ghad   | 656.534    | 2,92  |
| Vots blancs/nuls                                | Vots blancs/nuls | 1.762.231  | –     |
| Total                                           | Total            | 24.254.152 | 100   |
| Participació                                    | Participació     | 59.078.138 | 41,05 |
| Font: HEC Arxivat 2018-04-02 a Wayback Machine. |                  |            |       |